# Bondoufle
Bondoufle è un comune francese di 9 451 abitanti situato nel dipartimento dell'Essonne nella regione dell'Île-de-France. Nel 1994 la città ha ospitato i Giochi della Francofonia presso lo Stade Robert Bobin, costruito per l'occasione.

## Società

### Evoluzione demografica
Abitanti censiti